# 순유 (흉노)
순유(淳維)는 고대의 유목제국 흉노와 관련되어서 언급되는 이름이다.
사마천의 『사기』 「흉노열전」에 따르면, 흉노는 도당씨와 유우씨의 시대 이전에는 산융, 험윤, 훈육이라 불렸고, 그들의 선조가 “순유”인데 순유는 하후씨의 후예라고 쓰여 있다.
삼국시대 사람 위소가 쓴 『오서』에서는 “한나라 때 그들은 흉노라 불렸고, 훈육(葷粥)은 흉노의 다름 이름일 뿐이다. 마찬가지로 훈육(獯粥)은 흉노의 조상 순유의 이름을 달리 쓴 것이다”라고 했다. 유송 때 배인(배송지의 아들)이 『사기』에 주석을 붙여 쓴 『사기집해』에서는 진작을 인용해서 “요임금 때 그들은 훈육이라 불렸고, 주나라 때는 험윤, 진나라 때 흉노라고 불렸다”라고 썼다. 당나라 때 사마정이 쓴 『사기』 주석서 『사기색은』에서는 응소의 『풍속통의』를 인용해서 “그들은 은나라 때는 훈육이라 불렸고, 그 이름이 흉노라 바뀌었다”라고 썼다. 다만 이 구절은 현재 보존되어 있는 판본의 『풍속통의』에는 남아있지 않다.
흉노의 조상이라는 순유는 하후씨, 즉 우왕의 후예이자 걸왕의 아들이라고 한다. 사마정은 『사기색은』에서 지금은 소실되고 없는 『괄지지』를 인용해서 걸왕이 탕왕에게 쫓겨나고 3년 뒤에 죽자 걸왕의 아들 훈육이 북쪽 땅으로 달아나 흉노가 되었다고, 또한 위나라 사람 장안(張晏)을 인용해서 “순유가 은나라 때 북변으로 달아났다”고 썼다.
그러나 흉노가 요순시대 이전부터 존재해서 그때는 이름이 훈육이었다는 서술과, 흉노의 조상 순유가 하 걸왕의 아들이라는 서술은 걸왕이 요순보다 훨씬 후대의 사람이기 때문에 모순된다. 또한 상고 한어 발음을 재구해 보면 훈육은 *xur-luk, 험윤은 hram′-lun, 흉노는 *xoŋ-NA 라서 서로 무관하다. 이상의 내용을 연구한 폴 라키타 골딘은 흉노=훈육=험윤 설은 한대 이후 역사가들이 피상적인 유사성만 가지고 가탁한 것이고, 전국시대 이전의 상고 중국인들은 실제로는 이 집단들을 동일시하지 않았을 것이라고 결론지었다.